# ناحیه گوانشان
ناحیه گوانشان (به لاتین: Guanshan Subdistrict) یک منطقهٔ مسکونی در چین است که در شهرستان هونگشان، ووهان واقع شده‌است. ناحیه گوانشان ۱۵٫۵ کیلومتر مربع مساحت و ۳۱۴٬۰۹۶ نفر جمعیت دارد.